# Años 670
Los años 670 o década del 670 empezó el 1 de enero del 670 y terminó el 31 de diciembre del 679. 

## Acontecimientos
- Adeodato II sucede a San Vitaliano como papa en el año 672.
- Wamba sucede a Recesvinto como rey de los visigodos el 21 de septiembre de 672; fue coronado en Toledo el 20 de octubre del mismo año, en una ceremonia religiosa presidida por Quirico, obispo de Toledo. Wamba reinará hasta el año 680.
- Dono sucede a Adeodato II como papa en el año 676.
- Agatón sucede a Dono como papa en el año 678.